# Mitsuki Ichihara
Mitsuki Ichihara (市原 充喜 Ichihara Mitsuki?, nacido el 31 de enero de 1986 en Chiba) es un exfutbolista japonés. Jugaba de defensa y su último club fue el Urayasu SC de Japón.

## Trayectoria

### Clubes
| Club                     | País     | Año         |
| ------------------------ | -------- | ----------- |
| JEF United Chiba         | Japón    | 2004 - 2008 |
| Albirex Niigata Singapur | Singapur | 2010        |
| United Sikkim FC         | India    | 2011        |
| Urayasu SC               | Japón    | 2011 - 2012 |

## Palmarés

### Títulos nacionales
| Título         | Club             | País  | Año  |
| -------------- | ---------------- | ----- | ---- |
| Copa J. League | JEF United Chiba | Japón | 2005 |
| Copa J. League | JEF United Chiba | Japón | 2006 |